# The Massacre
The Massacre je v pořadí druhé album amerického rapera 50 Centa, které vyšlo v roce 2005, obsadilo 1. místo amerického žebříčku The Billboard 200 a získalo 5x platinové ocenění RIAA. Jako hosté se na desce také objevili členové G-Unit (Olivia, Lloyd Banks, Tony Yayo, Young Buck), dále Eminem a Jamie Foxx. Album vyšlo i ve speciální CD/DVD edici.

## O Albu
Původně se album mělo jmenovat "St. Valentine's Day Massacre" a mělo vyjít v únoru 2005, ale bylo odloženo a album se vydalo pod zkráceným názvem "The Massacre".
V září 2005 vyšla re-editovaná verze CD s bonusovým DVD. Tato verze obsahovala píseň "Outta Control (Remix) (ft. Mobb Deep), která nahradila píseň "Hate it or Love it (Remix)", kvůli vyhození rappera Gamea z G-Unit Records.
V re-editované verzi alba, bonusové DVD, obsahovalo klip ke každé písni z alba a trailer k filmu "Get Rich or Die Tryin'".

## Po vydání
Alba se za první čtyři dny prodalo neuvěřitelných 1 150 000 ks, čímž se stalo šestým nejrychleji se prodávaným albem od roku 1991. Zároveň také bylo album třetím nejlépe se prodávaným rapovým albem. "The Massacre" se stal dvakrát platinovým za méně než měsíc. S 4 850 000 ks to bylo druhé nejprodávanější album v roce 2005 v USA.
Žebříčky:
- US Billboard 200 – 1. místo
- US Billboard RnB/Hip-Hop Albums – 1. místo
- Canadian Albums Chart – 1. místo
- UK Album Charts – 1. místo
- European Albums Chart – 1. místo
- New Zealand Albums Chart – 1. místo
- Swiss Albums Chart – 2. místo
- Australian Albums Chart – 2. místo
- Austrian Albums Chart – 2. místo
- Dutch Albums Chart – 2. místo
- French Albums Chart – 3. místo
- Norwegian Albums Chart – 3. místo
- Portuguese Albums Chart – 5. místo

## Seznam skladeb
1. Intro – 0:41

2. In My Hood – 3:51

3. This Is 50 – 3:04

4. I'm Supposed To Die Tonight – 3:51

5. Piggy Bank – 4:15

6. Gatman And Robbin (ft. Eminem) – 3:46

7. Candy Shop (ft. Olivia) – 3:29

8. Outta Control – 3:21 (Videoklip)

9. Get In My Car – 4:05

10. Ski Mask Way – 3:05

11. A Baltimore Love Thing – 4:17

12. Ryder Music – 3:51

13. Disco Inferno – 3:34

14. Just A Lil Bit – 3:57

15. Gunz Come Out – 4:24

16. My Toy Soldier (ft. Tony Yayo) – 3:44

17. Position Of Power – 3:12

18. Build You Up (ft. Jamie Foxx – 2:55

19. God Gave Me Style – 3:01

20. So Amazing (ft. Olivia) – 3:16

21. I Don't Need Em – 3:20

22. Hate It Or Love It (G-Unit Remix) (ft. Game, Tony Yayo, Young Buck a Lloyd Banks) – 4:23
Deluxe Edition Version
- 22. Outta Control (Remix) (ft. Mobb Deep) – (nahradil "Hate It Or Love It")

## Singly
- Candy Shop
- Disco Inferno
- Just A Lil Bit
- Outta Control